# Trent Tucker
Trent Tucker é um ex-jogador de basquete norte-americano que foi campeão da Temporada da NBA de 1992-93 jogando pelo Chicago Bulls.